# Хадонфилд (Њу Џерзи)
Хадонфилд (енгл. Haddonfield) град је у америчкој савезној држави Њу Џерзи.

## Демографија
По попису из 2010. године број становника је 11.593, што је 66 (-0,6%) становника мање него 2000. године.
| Група             | 2000.          | 2010.          |
| Белци             | 11.121 (95,4%) | 10.856 (93,6%) |
| Афроамериканци    | 148 (1,3%)     | 129 (1,1%)     |
| Азијати           | 131 (1,1%)     | 215 (1,9%)     |
| Хиспаноамериканци | 170 (1,5%)     | 248 (2,1%)     |
| Укупно            | 11.659         | 11.593         |